# Sinjar (pel·lícula de 2022)
Sinjar és una pel·lícula dramàtica catalana de 2022 dirigida per Anna Maria Bofarull. Es tracta d'una ficció basada en històries reals al voltant d'Estat Islàmic. Entre el repartiment, destaquen Nora Navas, Halima İlter, Iman Ido Koro, Guim Puig i Mouafaq Rushdie. Està gravada en català (25 %), kurd, castellà i àrab.

## Sinopsi
A Barcelona, la Carlota emprèn desesperadament la recerca d'en Marc, el seu fill adolescent que ha fugit de casa sense deixar rastre. A milers de quilòmetres, Sinjar, la regió situada a la frontera entre l'Iraq i Síria, la Hadia és obligada a viure com a esclava. En canvi, l'Arjin aconsegueix escapar-se del captiveri i, en el seu intent de tornar a casa, acaba unint-se a les milícies kurdes.

## Repartiment
- Luisa Gavasa: Carmen
- Nora Navas: Carlota
- Àlex Casanovas: Agent Farré
- Halima İlter: Hadia
- Mercè Rovira: Maria
- Guim Puig: Marc
- Mouafaq Rushdie: Abu Omar
- Samia Naif: Samia
- Franz Harram: Harit
- Eman Eido: Arjin
- Hennan Bereket: Hennan
- Saman Mustefa: soldat d'Estat Islàmic

## Producció
La pel·lícula va començar a rodar-se el febrer de 2020 al Kurdistan iraquià, escenari de dues de les històries. Les protagonistes són Halima İlter, actriu alemanya d'arrels kurdes, i Iman Ido Koro, una jove iazidita que es posa per primer cop davant de la càmera, després d'haver estat capturada a la vida real per Estat Islàmic. L'enregistrament d'aquestes escenes va acabar el març de 2020 enmig del confinament per la pandèmia de la COVID-19. El rodatge de la tercera història se centra a Barcelona i va rodar-se durant dues setmanes entre Barcelona, Tarragona i Sant Boi de Llobregat el novembre del mateix any.

## Estrena
Es va presentar a la secció oficial no competitiva del Festival de Màlaga de 2022. La preestrena de la pel·lícula va tenir lloc el 20 de juny a la Filmoteca de Catalunya. Finalment, va arribar als cinemes l'1 de juliol.

## Premis i reconeixements
La cinta va ser premiada al Festival Internacional de Cinema en Català amb el premi de la crítica i el premi al millor llargmetratge. Sinjar també va ser seleccionada per L'Atélier de la Cinéfondation del Festival de Canes de 2019 i va ser finalista a la segona ronda del Sundance Creative Production Lab.